# 2009 en Bulgarie
Chronologie de la Bulgarie
- 2005
- 2006
- 2007
- 2008
- 2009
- 2010
- 2011
- 2012
- 2013

Cet article présente les faits marquants de l'année 2009 en Bulgarie.

## Évènements

### Janvier
- Lundi 5 janvier 2009 : les douanes bulgares ont saisi 35,5 kg d'héroïne à bord d'une voiture immatriculée aux Pays-Bas et conduite par un ressortissant turc qui tentait de passer en Serbie au poste frontalier de Kalotina et de rejoindre l'Europe occidentale. En 2008, les autorités bulgares ont saisi 1,1 tonne d'héroïne, soit plus de 10 % de plus que l'année précédente.
- Vendredi 16 janvier 2009 : le ministère des Finances annonce avoir arrêté le financement de projets de l'industrie alimentaire sur le programme européen d'aide agricole SAPARD après de nouvelles révélations de fraudes massives, confirmant les informations du quotidien Sega qui avait affirmé que le service européen de lutte anti-fraude (OLAF) a constaté que dans 64 des 71 projets d'achat de machines pour l'industrie alimentaire les offres étaient falsifiées ou exagérées. Déjà en 2008, la Commission européenne avait suspendu l'octroi de 121 millions d'euros sur ce programme après un scandale de fraude avérée par lequel des Allemands et des Bulgares avaient présenté des machines agricoles d'occasion pour des machines neuves. La Bulgarie avait alors financé sur ses propres fonds les projets sur SAPARD dans l'attente d'une reprise de financement[1].

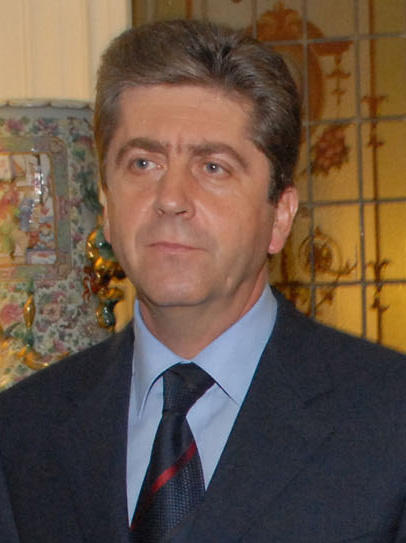
Georgi Parvanov (novembre 2008)

- Jeudi 22 janvier 2009 : lors d'un sommet bilatéral à Bakou, le président Gueorgui Parvanov et son homologue azerbaïdjanais Ilham Aliev, souhaitent, après la grave crise du gaz en Europe provoquée par le conflit entre Moscou et Kiev, une accélération du projet de gazoduc européen Nabucco évitant la Russie. Il doit être relancé les 26 et 27 janvier à Budapest lors d'un sommet ministériel qui doit réunir les six pays associés au projet (Allemagne, Autriche, Bulgarie, Hongrie, Roumanie Turquie), et auquel doit participer le Premier ministre bulgare Sergueï Stanichev. Entièrement dépendante du gaz russe, la Bulgarie a demandé une aide européenne pour édifier une liaison avec la Grèce par laquelle elle voudrait recevoir du gaz d'Azerbaïdjan par le gazoduc TGI (Turquie-Grèce-Italie).

### Février
- Samedi 21 février 2009 : le grand-maître bulgare des échecs Kiril Georgiev débute  à Sofia 360 parties d'échecs simultanées dans une tentative de battre le record mondial détenu par l'américano-hongroise Susan Polgar depuis 2005, année où elle avait gagné 309 parties en simultanées sur 326 jouées dont trois de perdues et 14 remises.
- Jeudi 26 février 2009 : le député indépendant Valdimir Kouzov est exclu par le parlement bulgare après sa condamnation à trois ans de prison avec sursis  pour pédomanie par 178 voix, un contre et deux abstention. La cour suprême a ajouté une période de mise à l'épreuve de 5 ans. Élu sur la liste du parti nationaliste Ataka, Valdimir Kouzov avait été exclu de son parti dès le début de l'enquête et la levée de son immunité parlementaire il y a trois ans.

### Avril
- Lundi 6 avril 2009 : la douane bulgare a saisi, dans une voiture conduite par un Turc au poste-frontière bulgaro-macédonien de Guechevo (sud-ouest), 23 kg de pilules d'ecstasy, soit 77 000 pilules d'une valeur estimée de 1,5 million d'euros.
- Vendredi 24 avril 2009 : ouverture à Sofia d'un sommet sur la sécurité énergétique de l'Europe en présence des délégations d'une trentaine de gouvernements d'Europe centrale et orientale du Moyen-Orient, de la Russie et d'institutions de l'Union européenne, 4 mois après la crise gazière russo-ukrainienne. Le président bulgare Gueorgui Parvanov a pris l'initiative de cette réunion car la Bulgarie est totalement dépendante du gaz russe pour son approvisionnement énergétique. Elle cherche à diversifier ses sources d'approvisionnements et promeut deux projets de gazoducs concurrents : Nabucco soutenu par l'Union européenne et South Stream soutenu par Moscou[2].
- Mardi 28 avril 2009 : dans le cadre d'une importante affaire de pédomanie initiée en Allemagne, 18 personnes, sur 21 recherchées, sont arrêtées dans 8 villes en Bulgarie et inculpées de diffusion d'images pédophiles sur l'internet. La police a saisi des  ordinateurs et des équipements, ainsi que des photos de violences sexuelles exercées sur des enfants dont des viols de bébés âgés de 3 à 6 mois. Les  images étaient échangées entre des internautes de 92 pays.

### Mai
- Jeudi 28 mai 2009 : l'accident d'un autobus, dont les freins ont lâché et a percuté un groupe de randonneurs, a causé la mort de 13 personnes et fait une vingtaine de blessés, dont 4 grièvement, près de la ville de Yambol (sud-est).

### Juin
- Dimanche 7 juin 2009 : le parti de droite, GERB, du maire de Sofia, Boïko Borissov, remporte les élections européennes en Bulgarie, devant les socialistes du premier ministre, Sergueï Stanichev.
- Mardi 23 juin 2009 :
  - L'ex-premier ministre du Kosovo, Agim Ceku, recherché par l'Interpol, a été arrêté à la frontière bulgaro-macédonienne, à Guechevo, par les autorités bulgares agissant sur un mandat international délivré par la Serbie. Agim Ceku était recherché pour des crimes de guerre commis dans le conflit de 1998-1999 dans l'ex-province serbe du Kosovo alors que Ceku était le chef militaire de l'Armée de Libération du Kosovo composée d'albanophones.
  - Le nombre de cas de grippe H1N1 apparu depuis le 1er juin est de 5.

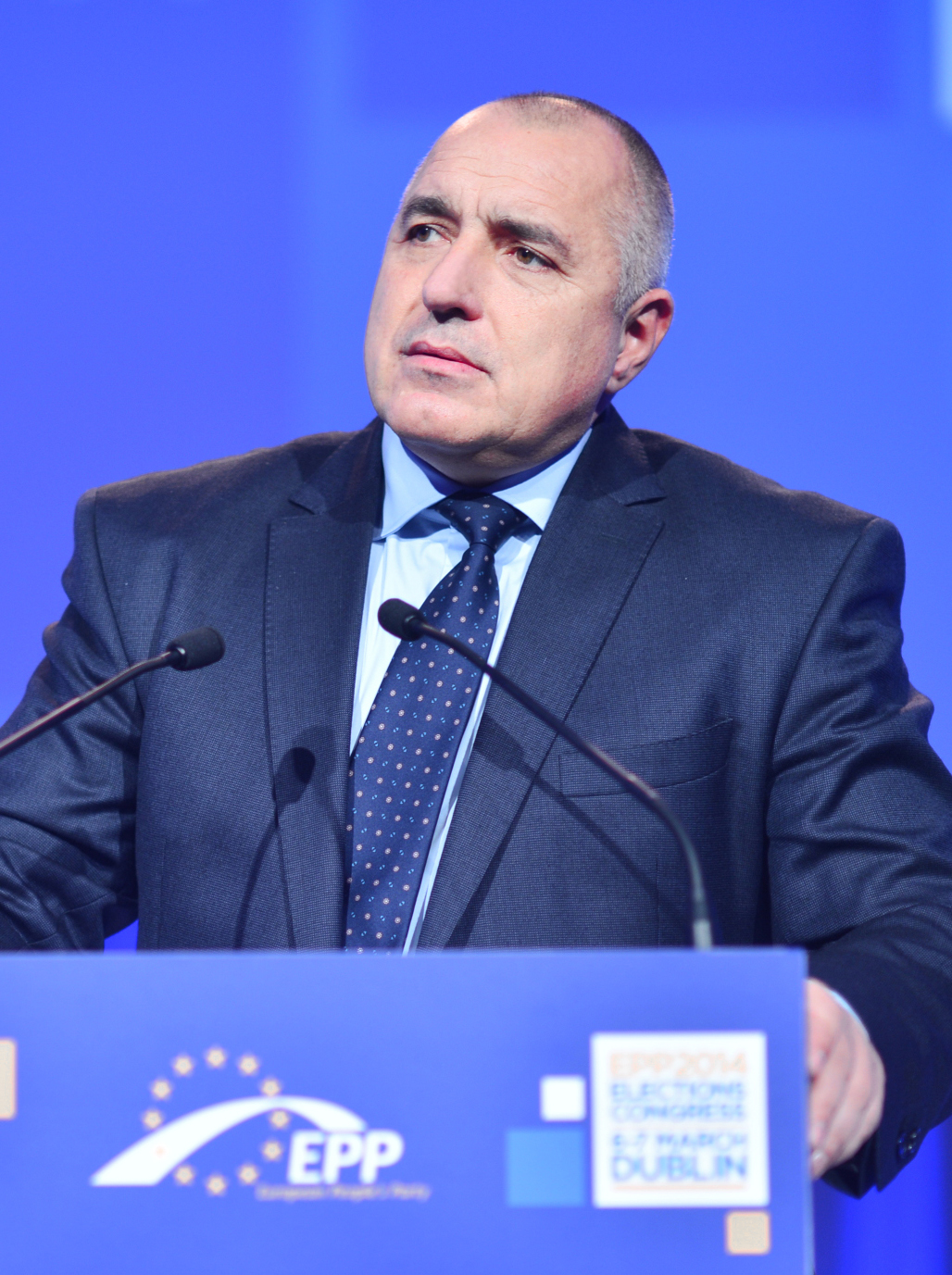
Boyko Borisov (avril 2011)

### Juillet
- Dimanche 5 juillet 2009 : le parti de centre-droit GERB du maire de Sofia, Boïko Borissov, a remporté les législatives (39,7 %) devant les socialistes (17,72 %) du premier ministre sortant Sergueï Stanichev, mais sans majorité absolue. La répartition des 240 sièges est de 116 au GERB, 40 aux socialistes, 38 au MDL (minorité turque, 14,47 %), 21 aux nationalistes d'Ataka (9,37 %), 15 à la Coalition bleue (6,73 %) alliée du GERB et 10 sièges au parti populiste Ordre, légalité, justice (RZS, 4,13 %). Le parti de l'ex-roi Siméon II n'obtient aucun siège[3].
- Vendredi 24 juillet 2009 : un système de corruption aux examens est dévoilé à l'université d’Économie de Sofia. La réussite aux examens d'entrée et aux examens réguliers était monnayée jusqu'à 4 000 leva (2 000 €).
- Lundi 27 juillet 2009 :
  - Le dirigeant du parti de centre-droit bulgare GERB et maire de Sofia, Boïko Borissov (50 ans), est investi comme nouveau premier ministre par le parlement, à la tête d'un gouvernement soutenu par 162 des 240 députés. Parmi les députés qui le soutiennent : le GERB (116 élus), le parti ultranationaliste Ataka (21 élus), la Coalition bleue conservatrice (15 élus) et le parti populiste Ordre, légalité, justice (RZS, 10 élus).
  - Le nouveau premier ministre a déclaré « sa nette volonté politique » de « limiter la corruption à tous les niveaux, de couper le lien entre la criminalité organisée et le pouvoir », promettant une réforme du système judiciaire pour le rendre plus efficace, afin de répondre aux critiques de la Commission européenne, qui ne cesse de dénoncer la fraude et la corruption dans l'utilisation des fonds de l'Union européenne. « L'objectif principal du gouvernement est de garantir le développement européen de la Bulgarie ». Depuis son entrée dans l'UE, le 1er janvier 2007, la Bulgarie est sous surveillance inédite de la part de Bruxelles dans le fonctionnement de son système judiciaire et la lutte contre la corruption, ainsi que dans la gestion des fonds européens[4].

### Septembre
- Mardi 22 septembre 2009, Unesco : élection du nouveau secrétaire général, la diplomate Irina Bokova en remplacement du Japonais Koïchiro Matsuura.